# Valérie Oppelt
Pour les articles homonymes, voir Oppelt.
Valérie Oppelt, née le 10 décembre 1973 à Nantes, est une femme politique française.
Membre de La République en marche, devenu Renaissance, elle est députée de la deuxième circonscription de la Loire-Atlantique de 2017 à 2022 et conseillère municipale de Nantes et conseillère de Nantes Métropole depuis 2020.

## Biographie
Valérie Oppelt naît le 10 décembre 1973 à Nantes.
Elle est cadre supérieure dans une PME de l’industrie de l’éclairage pendant 17 ans, puis elle crée son entreprise dans l'éclairage intérieur. Elle a trois enfants. 
Elle est référente du mouvement En Marche en Loire-Atlantique d'octobre 2016 à juillet 2017.
À l'Assemblée nationale, elle est d'abord membre de la commission des Affaires économiques. Elle y officie comme coordinatrice du groupe LREM jusqu'en janvier 2018, date à laquelle elle démissionne, selon L'Express « pour se consacrer à ses dossiers et à sa circonscription ». De son côté, Contexte, citant « plusieurs sources au sein du groupe LRM », indique qu'elle et Aurélien Taché, qui a démissionné du même poste à la même période, « ont en réalité été débarqués car ils ne donnaient pas satisfaction ».
Au début de la mandature, elle lance, avec Olivia Grégoire, un groupe informel d'une cinquantaine de députés entrepreneurs, visant à débattre sur l'entreprise, notamment en vue de l'examen du projet de loi Pacte. Elle milite pour le « business au féminin » et le « made in France ». 
Concernant le dossier d'aéroport du Grand Ouest, Valérie Oppelt soutient le dialogue  et  elle est favorable à une évacuation de la ZAD. En décembre 2017, elle se prononce clairement pour le transfert de l'aéroport.  
En juillet 2019, elle s'abstient lors du vote à l'Assemblée sur la ratification de l'Accord économique et commercial global, dit CETA : si elle juge « indispensable de négocier avec le Canada », elle souligne « des divergences dans notre approche environnementale et sanitaire, des divergences relevées en particulier par des ONG et de nombreux agriculteurs ».
En septembre 2019, elle est investie tête de liste par La République en marche pour les élections municipales de 2020 à Nantes. Le 3 juillet 2020, elle obtient 12,71 % des voix et quatre sièges. Conseillère municipale de Nantes, elle siège aussi au conseil de Nantes Métropole.
À partir de novembre 2019, elle est membre de la commission des Lois[réf. nécessaire].
Aux législatives de juin 2022, candidate à sa réélection, elle est battue au second tour par Andy Kerbrat, candidat de la Nupes.
Aux législatives de juin 2024, à nouveau candidate, elle est à nouveau battue cette fois au premier tour par Andy Kerbrat, candidat du Nouveau Front Populaire.

## Mandats
- Du 21 juin 2017 au 21 juin 2022 : députée de la 2e circonscription de la Loire-Atlantique[14]
- Depuis le 3 juillet 2020 : conseillère municipale de Nantes